# Fuchsia scherffiana
Fuchsia scherffiana là một loài thực vật thuộc họ Onagraceae. Đây là loài đặc hữu của Ecuador.